# Pegasus (stjernebillede)
 For alternative betydninger, se Pegasus (flertydig). (Se også artikler, som begynder med Pegasus)
Pegasus er et stjernebillede på den nordlige himmelkugle.